# Věda 24
Věda 24 je týdeník vysílaný každou neděli na zpravodajském kanále ČT24 České televize.

## O pořadu
Pořad shrnuje to nejdůležitější, co se stalo v uplynulém týdnu ve světě vědy. Informuje o úspěších českých i zahraničních vědců a nabízí vědecké pohledy na aktuální dění prostřednictvím autorských reportáží a rozhovorů doplněných přehlednými grafikami. Věda 24 přináší širší pohled na události jednoho týdne a zasazuje je do srozumitelného kontextu – tak, aby se v nich orientovali nejen odborníci daného oboru.
Novinky z oblasti vědy sleduje také web redakce veda24.cz a facebookový a twitterový profil. Nová média jsou tu úzce provázána s televizním vysíláním. Články jsou zpravidla doplněny reportážemi nebo rozhovory na dané téma odvysílanými na ČT24 či bonusovými materiály, které se ve vysílání neobjevily.

### Vysílání pořadu
Věda 24 se vysílá každou neděli od 8.30 na ČT24. První díl byl odvysílán 11. září 2016. Pořad je možné sledovat i živě na iVysílání České televize, po odvysílání je k dispozici v internetovém archivu. Moderátory pořadu byli Daniel Stach a Jaroslav Zoula, Daniela Stacha nahradila Kateřina Poláková. Dramaturgyněmi pořadu jsou Kateřina Fifková a Gabriela Cihlářová.

## Redakce vědy České televize
Věda 24 je spolu s Hyde Parkem Civilizace jedním z pořadů redakce vědy. Ta vznikla 5. září 2016 jako pátá zpravodajská redakce České televize (vedle domácí, zahraniční, ekonomické a kulturní). Jejím úkolem je denně nabízet vědecká témata napříč vysíláním ČT24 – od ranního Studia 6 a denního kontinuální vysílání až po hlavní zpravodajskou relaci Události a večerní pořady 90‘ ČT24 a Události, komentáře. Vedoucí redakce je Anna-Marie Keblúšková, hlavním moderátorem Daniel Stach.
„Aktuálním událostem na poli vědy se v denním zpravodajství věnujeme dlouhodobě, čtyři roky vysíláme také diváky i odbornou veřejností ceněný Hyde Park Civilizace, kolem kterého se nám podařilo vybudovat silný redakční tým. Vznik nové redakce je tak logickým krokem, který přinese systematičtější zastoupení původních témat z oblasti české vědy i zahraničních výzkumů v denním zpravodajství a samostatných pořadech ČT24,“ řekl ke vzniku redakce tehdejší ředitel Zpravodajství České televize Zdeněk Šámal.